# Гвоздачке стене
Гвоздачке стене је назив за крашку планину у западној Србији, 18 km северно од Бајине Баште. Планина припада динарском венцу, односно Повленско-маљенској планинској маси и налази се у подринској регији на југоисточној граници азбуковачког брдско-планинског подручја. У подножју планине извире река Дубрашница.

## Историја
Гвоздачке стене су назване по селу Гвоздац, смештеном на пола пута од Бајине Баште према Љубовији, на дринској магистрали. Реч „гвоздац“ је изведеница од гвозд, који означава густу честу или луг од лиснатог дрвета, углавном храста.
Испод северозападног дела стеновитог гребена, у кањонима Трешњице, заштићено је станиште белоглавог супа. Клисура Трешњице је, уз кањон Увца, једини резерват ове угрожене птичје врсте.
Испод источних гребена планине, пролази магистрални пут Бајина Башта-Ваљево-Београд.

## Географија
Површи из којих полазе Гвоздачке стене су Лучевик и коса Плиш, Горњокошљанска површ и висораван Бошковац, раздвојене клисуром реке Трибуће, док се са запада и југа гребен надвисује изнад Дрине.
Поглед са планине према северу захвата све до Подгорине. Поглед према југу отвара пространи део источне Босне. Иначе, Гвоздачке стене су пета планина по висини, у средњем току реке Дрине, после Звијезде и Сушице , и планине Таре и планине Бобије са десне обале Дрине.
Поглед према југу обухвата највишу тачку читавог подручја, врх Велики Столац на масиву Звијезде на територији БиХ, као и масив планине Таре са највишим врхом Збориштем.

## Највиши врхови
- Свилена стена (1231 m)
- Соколина (1225 m)
- Куртињача (1212 m)
- Прекобрдо (1211 m)
- Црвена стена (1196 m)
- Велика стена (1186 m)